# Лунга (Дубоссары)
Лу́нга (рум. Lunga, укр. Лунга) — микрорайон города Дубоссары непризнанной Приднестровской Молдавской Республики.

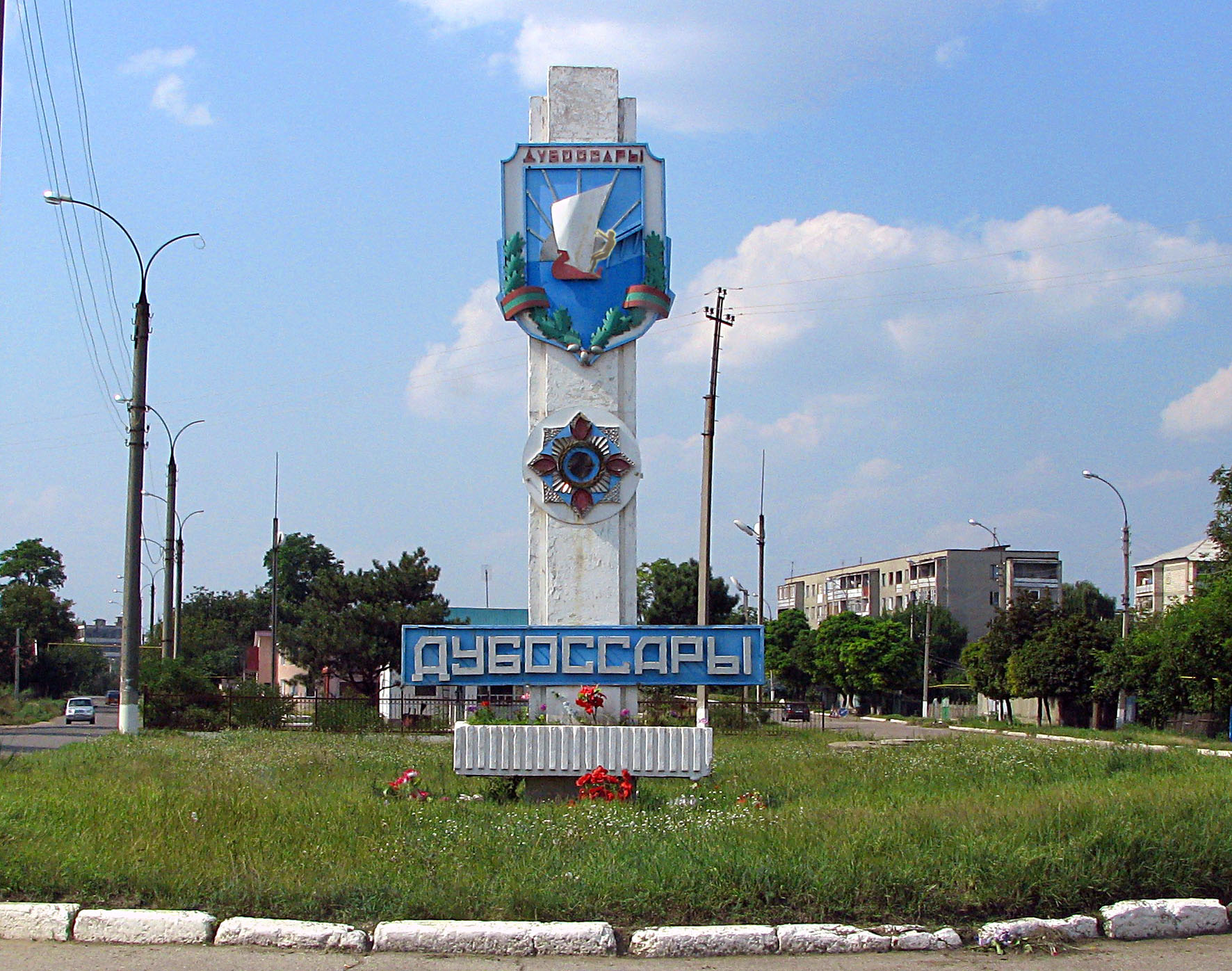
Изображение герба Дубоссар перед въездом с Лунги на автостанцию г. Дубоссары

До июля 2009 года являлось селом в составе Дубоссарского района. Топоним переводится с румынского языка как «длинная».

## География
Центральная улица — протянувшаяся на 5 километров с севера на юг ул. Свердлова от автостанции г.Дубоссары до «круга» (на пересечении центральной Республиканской трассы ПМР и международной трассы Е584) с автомобильным дубоссарским мостом через Днестр.
Городской район Лунга местным населением разделён на ряд микрорайонов с различным этническим составом, различной архитектуры и разных веков постройки: Лунга (центральная часть), Южный (к северу от центра), Геологоразведка (к западу от центра), Павловка (к востоку от центра).
Главные улицы на Лунге:
- сообщения городского транспорта г. Дубоссары (маршруты № 2, 3, 4, 5)[1]: ул. Свердлова, ул. Димитрова, ул. Ленинградская (в центре); ул. Молодёжная, ул. Полевая, ул. Сипченко, ул. Южная, ул. Суворова (на Южном); ул. Волжская (на Геологоразведке); ул. Олимпийская (на Павловке);
- без маршрутов городского транспорта: ул. Толстого, ул. Штефана Великого, ул. Молдавская (в центре); ул. Александри, ул. Роз (на Южном); ул. Геологов, ул. Щорса, ул. Няги (на Геологоразведке); ул. Готвальда, ул. Энгельса, ул.2-я Суворова, ул. Пугачёва, ул. Полтавская, ул. Нахимова, ул. Ушакова (на Павловке).

## История
В 1667 году на карте Польши (выпущена в Лондоне), обозначено село Зубачи на месте современной Лунги. Храмовый праздник — 14 октября (дубоссарская церковь св. Николая угодника на Лунге основана в 1780 году, впервые в документах упоминается с. Лунга с 1790 г.)
Указом от 23 марта 1987 года село Лунга было объединено с городом Дубоссары
10 июля 2009 года в связи с фактическим слиянием села Лунга с городом Дубоссары, а также по письменным коллективным просьбам работников предприятий и организаций Лунги, Президент ПМР постановил вновь объединить село с городом в один населённый пункт — город Дубоссары.

## Экономика
На Лунге находится известный Дубоссарский винзавод «Букет Молдавии» по производству натуральных вермутов под аналогичным собственным официально зарегистрированным товарным знаком (по технологиям итальянских фирм «Riccadonna», «Gancia», «Cinzano»).
Из других предприятий основными являются:
- ГУП «Геологоразведка»[5], выпускающая минеральные и газированные воды (в микрорайоне Геологоразведка на ул. Свердлова),
- ООО «Канио-Групп»[6], изготавливающее металлоизделия методом художественной ковки (в центральной части Лунга на ул. Свердлова),
- птицефабрика приднестровской компании «Калиюга» (в микрорайоне Павловка на ул. Ушакова) и т. д.